# Lena Eriksson
Lena Eriksson (* 1971 in Brig) ist eine Schweizer Künstlerin.

## Leben
Lena Eriksson besuchte nach der Matura die École cantonale des Beaux-Arts in Sierre und Sion. 1998 zog sie nach Basel und startete das Künstlerinnenwohnprojekt die Lodge mit Vera Bourgeois und Andrea Saemann und ebenfalls mit Andrea Saemann das Gästeatelier im Werkraum Warteck pp. Lena Erikssons Arbeit schlägt sich in Zeichnung, Video, Installationen, Performance und Konzepten nieder – sie selbst nennt ihr Werk «polymorph». Sie gründete mit Chris Regn und Lex Vögtli die Galerie Helga Broll, war Teil der Performancegruppe GABI und von 2004 bis 2009 leitete sie mit Andrea Saemann und Chris Regn den Kunstraum Lodypop, der das Motto Leistung ohne Druck und Projekte ohne Panik im Titel verkürzt in Basel und gründete dort mit Nicole Boillat die Kopierschrift KAP. Im Sommer 2022 kuratierten Muda Mathis, Chris Regn, Andrea Saemann und Lena Eriksson die Ausstellung Bang Bang – Translokale Performance Geschichten im Museum Tinguely. Immer wieder arbeitet sie mit befreundeten Künstlern zusammen, auch für das Projekt Monday 2 Monday, wo sie seit 2011 jeden Montag mit der indischen Künstlerin Varsha Nair per Video, Foto oder Zeichnung korrespondiert.
Regelmässig kreiert Lena Eriksson Illustrationen für diverse Medien, z. B. für die Neue Zürcher Zeitung (NZZ). Von 2010 bis 2016 war sie Kuratorin, Autorin und Mitherausgeberin des Magazins Neuland. Seit 2016 unterrichtet sie an der Hochschule Luzern im Masterstudium Fine Arts.
Seit 2021 ist sie Verlegerin bei Existenz und Produkt, dem Verlagswesen für Künstlerinnen von Iris Ganz, Nicole Boillat, Chris Regn und Eriksson.

## Projekte (Auswahl)
- 2022: Bang Bang – translokale Performancegeschichten im Museum Tinguely in Basel, mit Chris Regn, Muda Mathis, Andrea Saemann
- 2021: Spiritus loci, FHNW, Campus Muttenz[11]
- 2019: Ich war noch nie ein Wanderfalter, kuratierte Plakatwand im Durchgang der Amerbach Studios, Basel
- 2015: Korrespondenz, La Kunsthalle, Mulhouse
- 2014: WB, Film ist Ereignis, HSLU Luzern, Basel, Visp
- 2014: KAP Nr. 21, Künstlerin aus Passion, Kopierschrift, HSLU Luzern und Basel
- seit 2011: Monday 2 Monday[12], Blogprojekt mit Varsha Nair
- 2008: Der Kompass – von Hier und von Dort, Basel, Bangalore, Bangkok, Stockholm
- 2008: Zu Hause Zu Gast, mit Chris Regn, Lodypop Basel
- 2007: Videoschaufenster 7/11, Lodypop Basel
- 2007: Unterwegs zur Arbeit, mit Chris Regn, im Auftrag der IAAB; Kunstraum Riehen
- 2006: Club.time, Video.time, Schau.time, mit Iris Hutegger, Videofestival kult.kino club, Basel
- 2004–2009: Lodypop, Kunstraum Basel
- 2003: Frontflipping, mit Nele Stecher, Kaskadenkondensator Basel
- 2002: Artists on the Road, mit Sybille Hauert und Daniel Reichmuth, Kopenhagen, Stockholm, Helsinki, Hamburg
- 2002: Arthie Barter Inn, mit Sybille Hauert und Daniel Reichmuth, Projektraum Marzipan, NT-areal, Basel
- 2001: Weder Verwandt noch Verschwägert, mit Martina Gmür, Lex Vögtli, Hagar Schmidhalter, Kaskadenkondensator Basel
- 2001: Sportswoman’s Inn, mit Sibylle Hauert und Daniel Reichmuth, Kaskadenkondensator Basel
- 2001: Galerie Helga Broll, Liste Messe für junge Kunst, Basel
- 2000: Galeriespiel, mit Chris Regn und Alexandra Vögtli, Kaskadenkondensator Basel

## Ausstellungen (Auswahl)
- 2021: Repetition as a gesture towards deep listening, Gatherings mit Womanifesto, Guangzhou Triennial
- 2020: Petit Programme, La Kunsthalle Mulhouse[13]
- 2020: Tag und Nacht freihalten, Jahresaussenprojekt, Kunsthaus Baselland Muttenz[14]
- 2019: Ich war noch nie ein Wanderfalter[15], kuratierte Plakatwand im Durchgang der Amerbach Studios
- 2015: Überzeichnen. Von Basel aus, Kunsthaus Baselland, Muttenz
- 2015: une année d’artiste, Kunstverein Oberwallis, Visp
- 2015: Monday 2 Monday, mit Varsha Nair, WTF Gallery, Bangkok
- 2013: Die heilige Christine und andere Frauen die sich weggeworfen haben, Kaskadenkondensator Basel
- 2012: Ein Vogel der sich selbst gezeichnet hat, Regionale 12, M54, Basel
- 2012: Gestrandet, La Kunsthalle, Mulhouse
- 2011: Ein Satz zur Welt, Kunstkredit Stadt Basel, Oslo12, Basel
- 2011: Der Kompass, Deplacement de compétences, Accélérateur de particules, Strasbourg
- 2010: Ein Tag, zeit/los – time/less, Kunsthaus Grenchen
- 2008: Aus einem malerischen Land, Hangart-7, Salzburg
- 2007: Tierfilm, the Manga Generation, Kunst Raum Riehen
- 2007: Ein gezeichneter Tag, Regionale, Kunsthaus Baselland, Muttenz
- 2007: Udon, mit Samuel Herzog, Lodypop, Basel
- 2007: Das Layout, mit Nicole Boillat, Künstlerbücher, Universitätsbibliothek Basel
- 2007: Kunststafette, mit Marianne Halter, Value, Zürich
- 2006: Tapetenwechsel, UND, Karlsruhe
- 2005: WOW Freundschaften Explizit, der andere Blick, Erotic Art Museum Hamburg
- 2005: Die Brücke, Ausstellung für Werkbeiträge, Kunsthaus Baselland, Muttenz
- 2005: Existenz und Produkt, Hochschule für bildende Künste Hamburg
- 2005: Die Höhlen unserer Zeit, Progr, Bern
- 2003: Far far away, Regionale, PlugIn, Basel
- 2002: Voyage Voyage, Ausstellungsraum Klingental Basel
- 2001: Papierkleider, Schaukasten, Hamburg

## Performance (Auswahl)
- 2021: Schweissausbruch, mit Chris Regn bei Jubel und Girlanden, International Performance Art, Turbinenhalle, Giswil[16]
- 2011: Ein Jahr, 10th International Performance Art, Turbine, Giswil
- 2010: Looc, gemeinsam mit Varsha Nair, NRLA, Glasgow
- 2010: Udon, mit Samuel Herzog, Forum Wallis, Brig
- 2009: Looc, gemeinsam mit Varsha Nair, Bangkok und Peking
- 2009: Tourist, Cartoonmuseum Basel
- 2009: Looc, Performancesaga Festival, mit Varsha Nair, Bahnhof SBB, Basel
- 2009: Wahrsagen, mit Tina Z’Rotz, Chris Regn, Kulturnacht, Kunsthaus, Langenthal
- 2008: Flowerpower, Performance Festival Asiatopia, Arts and Culture Center, Bangkok
- 2005: No Projection, Performance mit Andrea Saemann, Kunsthof, Zürich
- 2004: I am crazy for being so lonely, Performance, Plug.In Basel
- 2003: Björk, Performance, Palazzo, Liestal
- 2002: Tabu, Performance mit GABI, Kunsthaus Baselland, Muttenz
- 2002: BB, la nuit de la Video, Strasbourg
- 2002: Singing und Over the Wall, mit Andrea Saemann, Hagar Schmidhalter und Chen Tan, 3rd Performancefestival, Xian
- 2001: Topfit, Performancefestival Exit, mit GABI, Helsinki
- 2001: Höchstleistung, mit GABI, Shed im Eisenwerk, Frauenfeld
- 2000: Bettbezug, mit Andrea Saemann, Franziska Wüsten und Hagar Schmidhalter, All Stars Festival, WWpp, Basel
- 2000: BB, Bildwechsel / Metropolis Kino, Hamburg
- 2000: Künstlerbilder Galeriespiel, Kaskadenkondensator Basel

## Auszeichnungen und Preise
- 2011: Werkbeitrag, Kunstkredit Basel Stadt
- 2008: Reisestipendium iaab, Basel
- 2006: Kunstkredit Basel Stadt, Freies Kunstprojekt für das Videoschaufenster 7 / Eleven, Basel
- 2006: Atelierstipendium, Cité Internationale des Arts, Paris
- 1998: Werkbeitrag des Kanton Wallis